# Ravnje
Ravnje (Равње) település Szerbiában, a Vajdaságban, a Szerémségi körzetben, Szávaszentdemeter községben.

## Demográfiai változások
| 1948  | 1953  | 1961  | 1971  | 1981  | 1991  | 2002  |
| ----- | ----- | ----- | ----- | ----- | ----- | ----- |
| 1 765 | 1 889 | 1 856 | 1 745 | 1 692 | 1 587 | 1 463 |